# Aulacidea scorzonerae
Aulacidea scorzonerae är en stekelart som först beskrevs av Giraud 1859.  Aulacidea scorzonerae ingår i släktet Aulacidea och familjen gallsteklar. Inga underarter finns listade.